# Rakova Sici, Nedrîhailiv
Rakova Sici (în ucraineană Ракова Січ) este un sat în comuna Korovînți din raionul Nedrîhailiv, regiunea Sumî, Ucraina.

## Demografie
Componența lingvistică a localității Rakova Sici
     Ucraineană (94,02%)
     Română (5,13%)
     Alte limbi (0,85%)
Conform recensământului din 2001, majoritatea populației localității Rakova Sici era vorbitoare de ucraineană (94,02%), existând în minoritate și vorbitori de română (5,13%).